# Platycleis ebneri
Platycleis ebneri är en insektsart som först beskrevs av Willy Adolf Theodor Ramme 1926.  Platycleis ebneri ingår i släktet Platycleis och familjen vårtbitare.

## Underarter
Arten delas in i följande underarter:
- P. e. ebneri
- P. e. excurvata
- P. e. acuminata